# Samevolution

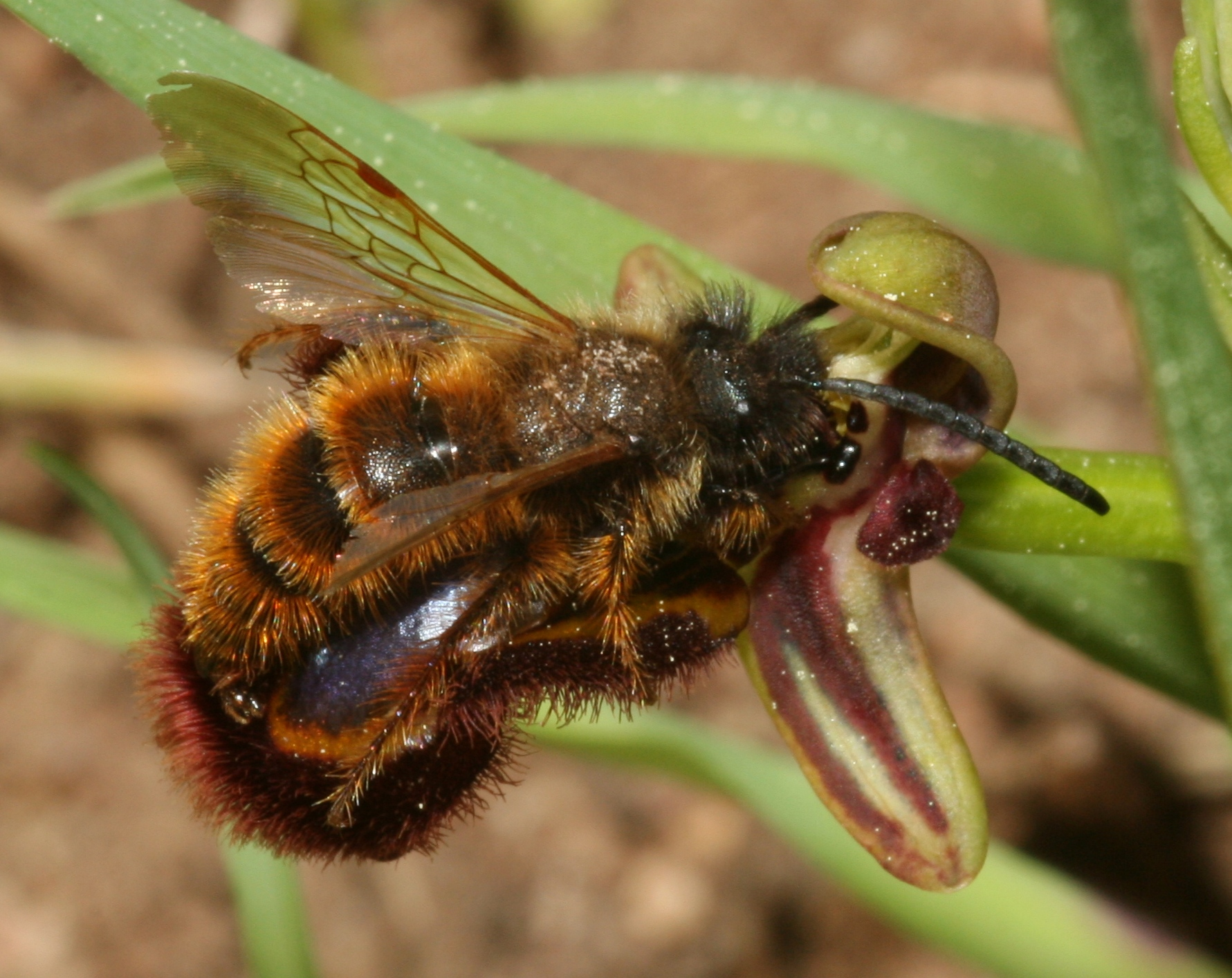
En geting pseudokopulerar med blomman Ophrys speculum

Samevolution sker när två eller flera biologiska enheter, till exempel arter, interagerar och det leder till ömsesidig evolutionär förändring. Enheterna fungerar som selektiva krafter på varandra. Samevolution har stor inverkan både på variation och på anpassningar hos olika organismer. Hur viktig samevolutionen är för parternas evolution i stort balanseras mot de andra selektiva tryck som finns. Anpassningar som har sitt ursprung i enhetens samspel med miljön räknas inte som samevolution. Samevolutionära processer på artnivå påverkas av geografiska mönster, hur populationer är indelade i subpopulationer och genflödet mellan dessa.

## Samevolutionära interaktioner
Olika typer av interaktioner kan leda till samevolution:
- Mutualism. båda parter gynnas av interaktionen.
- Parasitism; parasit-värd, patogen-värd och predator-byte. En part gynnas på den andras bekostnad.
- Konkurrens; båda parter missgynnas av interaktionen.

För att interaktionerna ska leda till samevolution krävs att båda parter påverkas, antingen positivt eller negativt. Interaktioner där den ena parten är opåverkad, till exempel kommensalism, leder inte till strikt samevolution. Sådana interaktioner kan dock leda till samevolution i bred mening.
Samevolutionära interaktioner kan vara specialiserade eller generella vilket bestäms av interaktionens intensitet och frekvens. Intensiteten avgörs av hur mycket parternas reproduktionsframgång påverkas. Frekvensen avgörs av hur ofta parterna träffar på varandra i rum och tid. Intensitet och frekvens kan variera mellan individer och populationer. För att en interaktion ska bli specialiserad måste parterna befinna sig på samma tid och plats vid rätt tillfälle i deras livscykler. Egenskaper som underlättar interaktioner kommer då att utvecklas hos båda parterna och individer som är bra på att interagera selekteras.
Specialiseringar är inte statiska utan kan fungera som utgångspunkt för evolution av andra interaktioner som i sin tur kan ge nya specialiseringar. Specialiseringar är alltså dynamiska. 
Parasit-värdinteraktioner är ofta mycket specialiserade medan till exempel predator-bytesdjurinteraktioner tenderar att vara mer generella.

## Samevolution och artbildning
Specialiserade interaktioner kan leda till att båda parter utvecklas till nya arter, så kallad samartbildning. Det finns då inget genflöde mellan de bildade arterna och populationer av de ursprungliga arterna.

## Kapprustning
Samevolution kan leda till en stabil samexistens mellan parterna men den kan också leda till en kapprustning. Kapprustning innebär att parterna kontinuerligt förändras som respons till den andras förändringar för att få övertaget. Kapprustningen kan fortgå kontinuerligt eller leda till att ena parten dör ut. Vilken part som får övertaget och driver den andra till utdöende avgörs av tre faktorer; generationstid, genetiskt system samt genetisk variation av egenskaper som påverkar interaktionen. Parten med kortast generationstid, sexuell förökning och större genetisk variation får övertaget.

## Exempel på samevolution
Blommor och dess pollinatörer
Slående exempel på samevolution går ofta att finna hos blommor och de djur som pollinerar dem. Hos knoppmalar (Prodoxidae) och palmliljeväxter (Yucca) har specialiserad aktiv pollination utvecklats genom samevolution. Malarna har utvecklat speciella tentakler för att effektivt kunna samla pollen och pollinera palmliljeblommor och palmliljorna har som respons anpassats för att utesluta andra pollinatörer än just dessa malar. Ofta är denna samevolutionära interaktion artspecifik mellan mal och växt.
Värd och parasit
Interaktionen mellan parasiter och deras värdar har studerats hos europeisk kanin (Oryctolagus caniculus) och myxomavirus. En tid efter att viruset introducerats i kaninpopulation ökade kaninernas resistens mot myxoma och som svar på detta ökade virusets virulens. Det visar att virus och värd kan känna av förändringar hos varandra och svara på dessa.

## Samevolution på olika nivåer
Samevolution sker på alla nivåer i den biologiska hierarkin. Processen uppmärksammades först på artnivå men exempel på samevolution går att finna från molekylär nivå upp till kladnivå. Exempel på molekylnivå är interaktioner mellan tRNA och triplettkodon i mRNA under proteinsyntesen i celler. Den sexuella selektionen av hanliga egenskaper och honliga preferenser är ett exempel på samevolution på individnivå. På artnivå är värd-parasitinteraktioner som den ovan exempel på samevolution. 

## Invasiva arter och samevolution
En anledning till att invasiva arter kan etablera sig i nya områden är att de inte har samevolverat med arterna som är endemiska för det området. Detta kan få katastrofala konsekvenser, som vid pestens spridning över Europa.